# Mirni (Mórevka)
Mirni - Мирный (rus) és un possiólok del krai de Krasnodar, a Rússia. Es troba a les terres baixes de Kuban-Azov, a la península de Ieisk, a 24 km al sud-oest de Ieisk i a 184 km al nord-oest de Krasnodar, la capital. Pertany al municipi de Mórevka.